# Partícula carregada
Na física, uma partícula carregada é uma partícula com uma carga elétrica, que pode ser tanto uma partícula subatômica quanto um íon. Uma coleção de partículas carregadas, ou mesmo gás contendo uma porção de partículas carregadas, é chamado de plasma, que é conhecido como o quarto estado da matéria por causa de suas propriedades que são bem diferentes dos plasmas sólidos, líquidos e gasosos. É o estado mais comum da matéria no universo, tendo valores positivos, negativos ou neutros.